# Boogie-woogie
Il boogie-woogie, o bughivughi, è uno stile musicale derivato dal blues per pianoforte, diventato molto popolare a partire dagli anni trenta e anni quaranta, ma che vede le proprie origini in tempi molto precedenti e che fu successivamente esteso dal piano a formazioni di tre pianoforti, alla chitarra, alle big band, alle formazioni di musica country e western e, a volte, a formazioni gospel. Come il blues, il boogie-woogie descrive tradizionalmente una vasta gamma di emozioni ed è principalmente legato ad un genere di ballo. Le parole dei primi brani di successo, come Pinetop's Boogie Woogie, erano spesso le istruzioni per eseguire il ballo:
Now, when I tell you to hold yourself, don't you move a peg.
And when I tell you to get it, I want you to Boogie Woogie!
Il boogie-woogie è caratterizzato da una figura di basso regolare, nella mano sinistra.

## Storia
All'inizio del Novecento i pianisti neri del Texas hanno cominciato a sviluppare una forma più veloce e ritmata del blues. Lo scopo era d'intrattenere la gente nei juke joints, dei bar dove, alla sera, ci si divertiva e si ballava. Questi locali si trovavano negli accampamenti dei lavoratori ad esempio nei pressi dei cantieri delle linee ferroviarie. Spesso persino sui treni c'era un pianista. 
Un brano caratteristico è Honky Tonk Train Blues (1927). Il compositore Meade Lux Lewis imita con le sonorità un treno a vapore.
A quei tempi questo nuovo tipo di musica fu designata con svariati nomi: fast blues, rolling blues, the dozen, shuffle ecc. fino alla famosa registrazione "Pinetop's Boogie Woogie". In questa composizione, che risale al 1928, Clarence Smith spiegava come ballare il boogie woogie.
Un motivo forse per cui il boogie woogie rimase una musica esclusivamente per piano (fino a che non divenne sbiadito e commerciale) va ricercato nelle condizioni ambientali dalle quali prese le mosse. Anche il ragtime era per piano, ma il fatto stesso che fosse una musica ‘composta’ (potevano cioè circolare spartiti su larga scala), gli consentiva di essere eseguito da qualsiasi numero di strumenti, e in tutti gli ambienti. Ci volle invece più tempo prima che venissero pubblicati spartiti di boogie, e questo perché si trattava di una musica ancora largamente improvvisata.
La parola indicava dunque un modo di ballare, e grazie a Smith (che non saprà mai niente, perché morì poco dopo, venticinquenne, colpito da un proiettile vagante in una sparatoria) questo genere musicale prese il nome di Boogie Woogie.
Nel 1938 alla Carnegie Hall di New York suonarono artisti come Benny Goodman (ormai all'apice del successo), Teddy Wilson, Gene Krupa, Lionel Hampton, Count Basie, Lester Young, Cootie Williams e altri nomi leggendari del jazz.
Il New York Times definì l'evento come qualcosa di straordinario. Sul palco, in un clima elettrizzante, si esibivano insieme, in un grande concerto, gli esponenti più importanti del jazz nero e bianco, ciascuno con il proprio stile inconfondibile e una carica tale da suscitare nel pubblico manifestazioni di entusiasmo che si ripeteranno soltanto in occasione dei grandi concerti rock.
Qualche tempo dopo, ma sempre nel 1938, Albert Ammons, Pete Johnson e Meade Lux Lewis, tre pianisti neri, vennero scoperti da un bianco: John Hammond. Per la prima volta nella storia della musica, questo stile è presentato ad un pubblico bianco nella famosa Carnegie Hall di New York e da quel giorno è iniziato un vero e proprio boom frenetico. Boom che ha inserito questo nuovo stile musicale ai primi posti di tutte le vendite discografiche e che ha sancito il sorpasso del boogie sulla musica jazz. Questo stile di musica, infatti, non fu soltanto patrimonio dei neri, ma influenzò anche molti musicisti bianchi, primo fra tutti Glenn Miller. Il genere boogie-woogie ha finito così per essere suonato e ballato in tutti gli USA grazie a lui proprio mentre gli Stati Uniti si preparavano ad entrare nel secondo conflitto mondiale.
Furono proprio i soldati americani a portare il boogie woogie in Europa. Il dipartimento della guerra aveva chiesto agli artisti più famosi di incidere gratuitamente una serie di 78 giri noti come  V disc  (dove V stava per vittoria), allo scopo di tenere alto il morale delle truppe al fronte. Al termine della guerra dischi e matrici sarebbero stati distrutti.
Anche Miller partecipò all'operazione e la sua musica conquistò ben presto anche Italiani e Francesi. Nel 1942 entrò nell'esercito per suonare per le truppe americane al fronte, ma nel 1944 l'aereo sul quale viaggiava con l'orchestra precipitò nella Manica creandone il mito e segnando la fine del boogie.
Gli europei avevano conosciuto il jazz (anche se in una versione addolcita) soprattutto grazie a lui e, a guerra finita, quando le matrici dei V disc furono messe al macero continuarono ad interessarsi a questo genere musicale. Forse il successo di questa danza in Europa rappresentò una sorta di reazione ai mali della guerra, ma fu anche il simbolo dell'influenza economica e culturale che da quel momento gli Stati Uniti avrebbero esercitato sugli Europei.
Dal 1991 la World Rock'n'Roll Confederation organizza i campionati mondiali di boogie woogie.
I pianisti contemporanei Ladyva e Brendan Kavanagh e sono tra i più seguiti interpreti di boogie-woogie su YouTube, dove pubblicano video didattici e di intrattenimento dedicati a questo genere musicale.
Inoltre esiste anche un brano popolare italiano intitolato Boogie boogie (conosciuto anche con il titolo Balliamo il boogie boogie, per via del ritornello).

## Stile musicale
È caratterizzato da un accompagnamento di basso eseguito con la mano sinistra, il cosiddetto basso ostinato, e da trilli ed abbellimenti eseguiti con la destra. Qualche volta è denominato eight to the bar (eight sta per la suddivisione della battuta in otto note del basso). Le due forme di basso più suonate con la mano sinistra sono il rolling bass e il walking bass.

## Origini del termine boogie-woogie
Per i più le origini di questo termine sono misteriose. L'Oxford English Dictionary afferma invece che consiste nella ripetizione di Boogie, termine usato a partire dal 1913 per indicare i rent party, feste di intrattenimento non ufficiali, in occasione delle quali veniva ingaggiato un pianista. Si può scrivere con lo spazio o con la lineetta. L'origine del boogie-woogie per pianoforte è incerta; sicuramente fu influenzata dal genere Honky tonk, diffusosi nel sud degli Stati Uniti. I musicisti W.C. Handy e Jelly Roll Morton riferirono di aver sentito pianisti interpretare brani con questo stile ancora prima del 1910. Secondo Clarence Williams, questo stile fu inventato dal pianista texano George W. Thomas.
Potrebbe avere origine africana, mbuki-mvuki infatti vuol dire "danzare allegramente" in bantu.

## Arte
Le ultime due tele dell'artista Piet Mondrian sono "Broadway Boogie-woogie" e "Victory Boogie-woogie".
Nel 1953 l'artista italiano Renato Guttuso concepì una tela dal titolo "Boogie-woogie".